# Lengyel Repülési Múzeum
A Lengyel Repülési Múzeum (lengyelül Muzeum Lotnictwa Polskiego) Krakkóban működik. Kezdetben Repülési és Űrhajózási Múzeum (Muzeum Lotnictwa i Astronautyki) volt a neve. 1963-ban hozták létre a még az Osztrák–Magyar Monarchia által 1912-ben megnyitott Rakowice–Czyżyny-i katonai repülőtér területén. (A repülőteret a Nowa Huta-i acélmű építése miatt zárták be, majd átköltöztették Balicébe).
A múzeum gyűjteményébe több mint 150 repülőgép és közel 200 repülőgép motor és hajtómű tartozik, köztük néhány ritkaságnak számító repülőgép is. Így a múzeum rendelkezik például a PZL P.11 vadászrepülőgép egyetlen fennmaradt példányával. A modern harci repülőgépek és a többi nagyobb méretű repülőgép a múzeum szabadtéri részén kapott helyet. Három fedett csarnokban (két régi hangár és egy üzemcsarnok) a kisebb repülőgépek, vitorlázó repülőgépek, motorok és hajtóművek, valamint az első világháború időszakából származó eredeti repülőgépek, vagy azok fennmaradt darabjai találhatók.
A múzeumban 2010-ben egy modern 4000 m²-es kiállítócsarnokot nyitottak meg. A krakkói repülőmúzeum rendezi 2004-től minden év júniusában a Kis-Lengyelországi Repülő Találkozót a balicei repülőtéren.

## A múzeum gyűjteménye

### Motoros repülőgépek
- Aero Ae 145
- Aero L–60 Brigadýr
- Albatros B.II
- Albatros C.I
- Albatros H.1

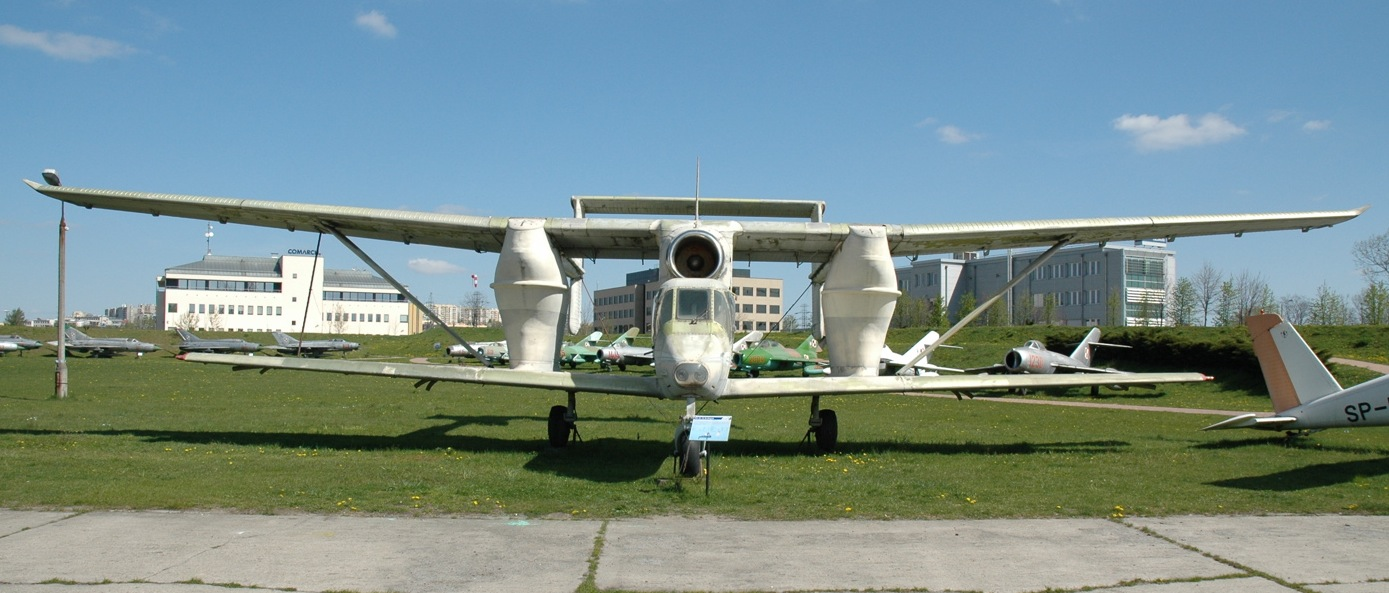
PZL M–15

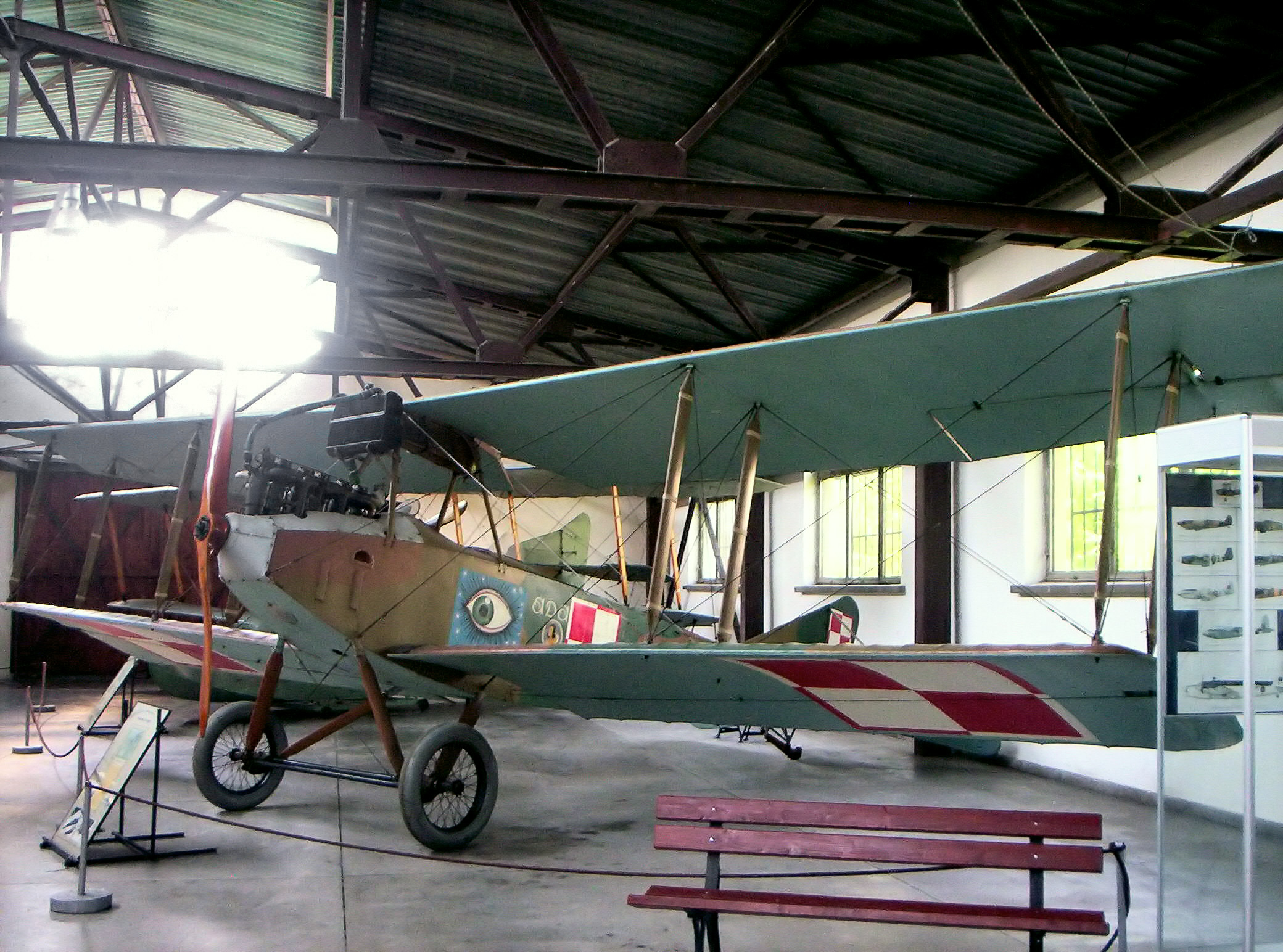
Albatros B.II

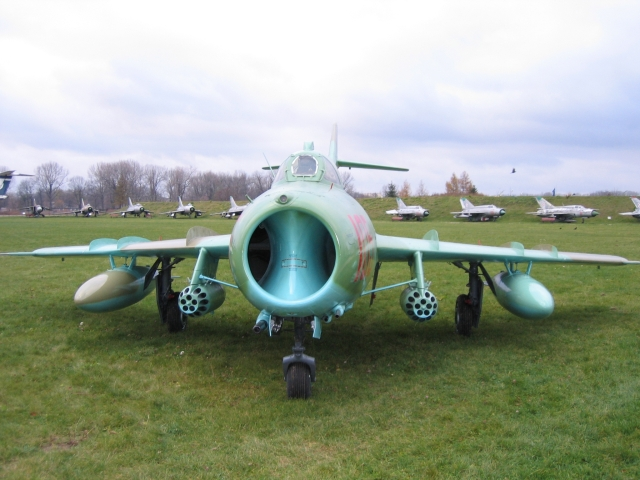
Lim–6bis (mögötte a "MiG-sétány")

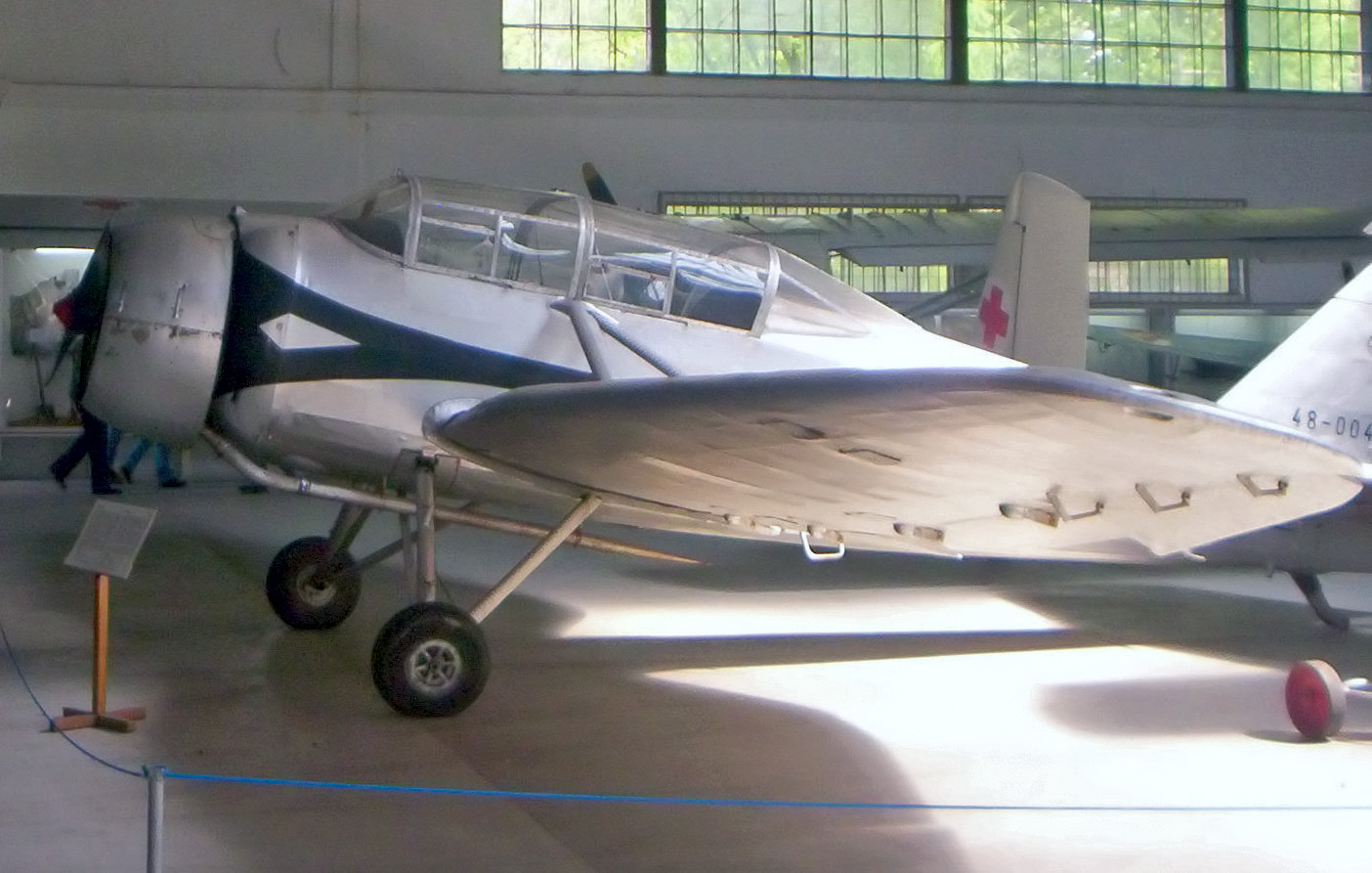
LWD Szpak

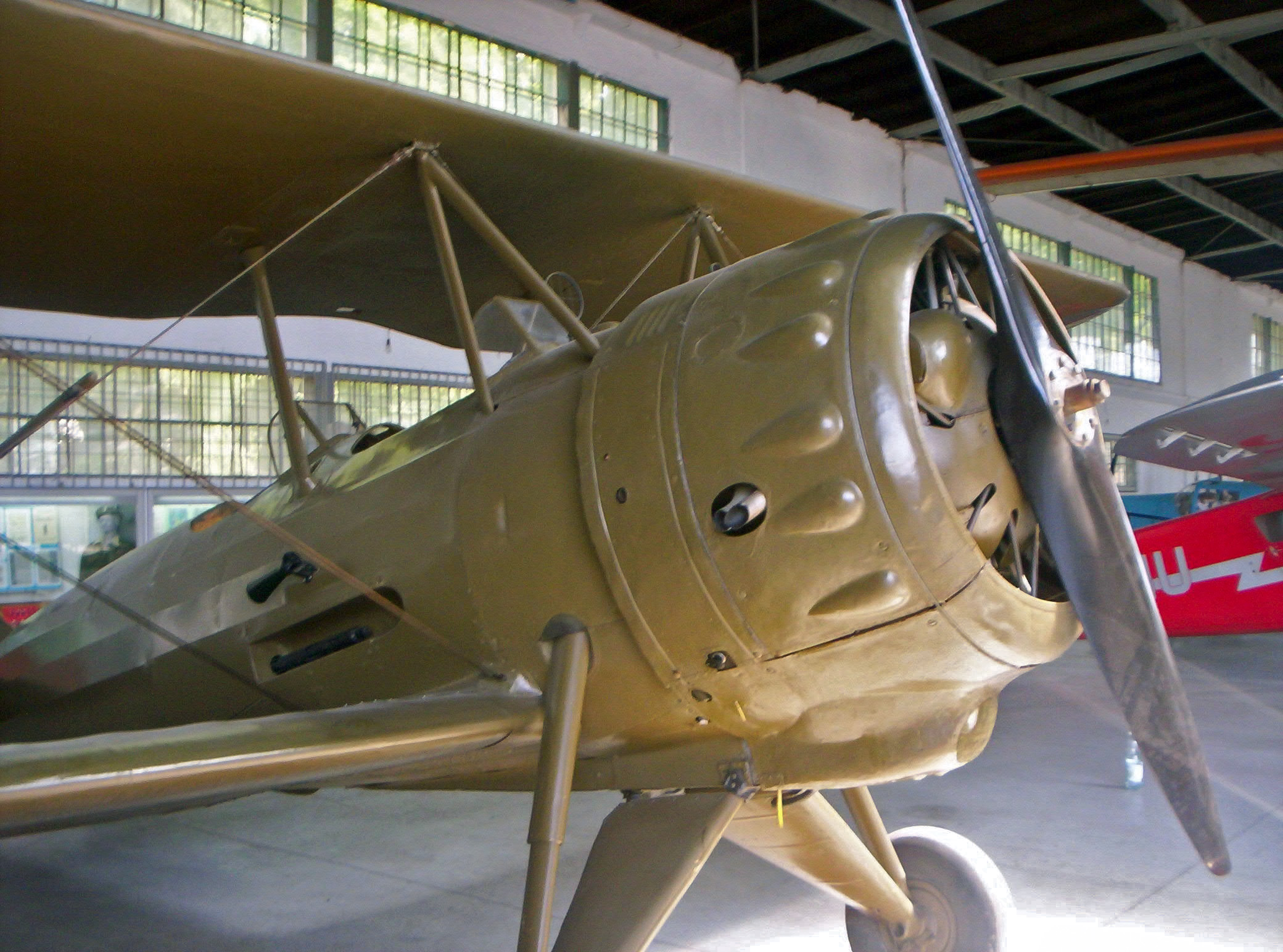
PWS–26

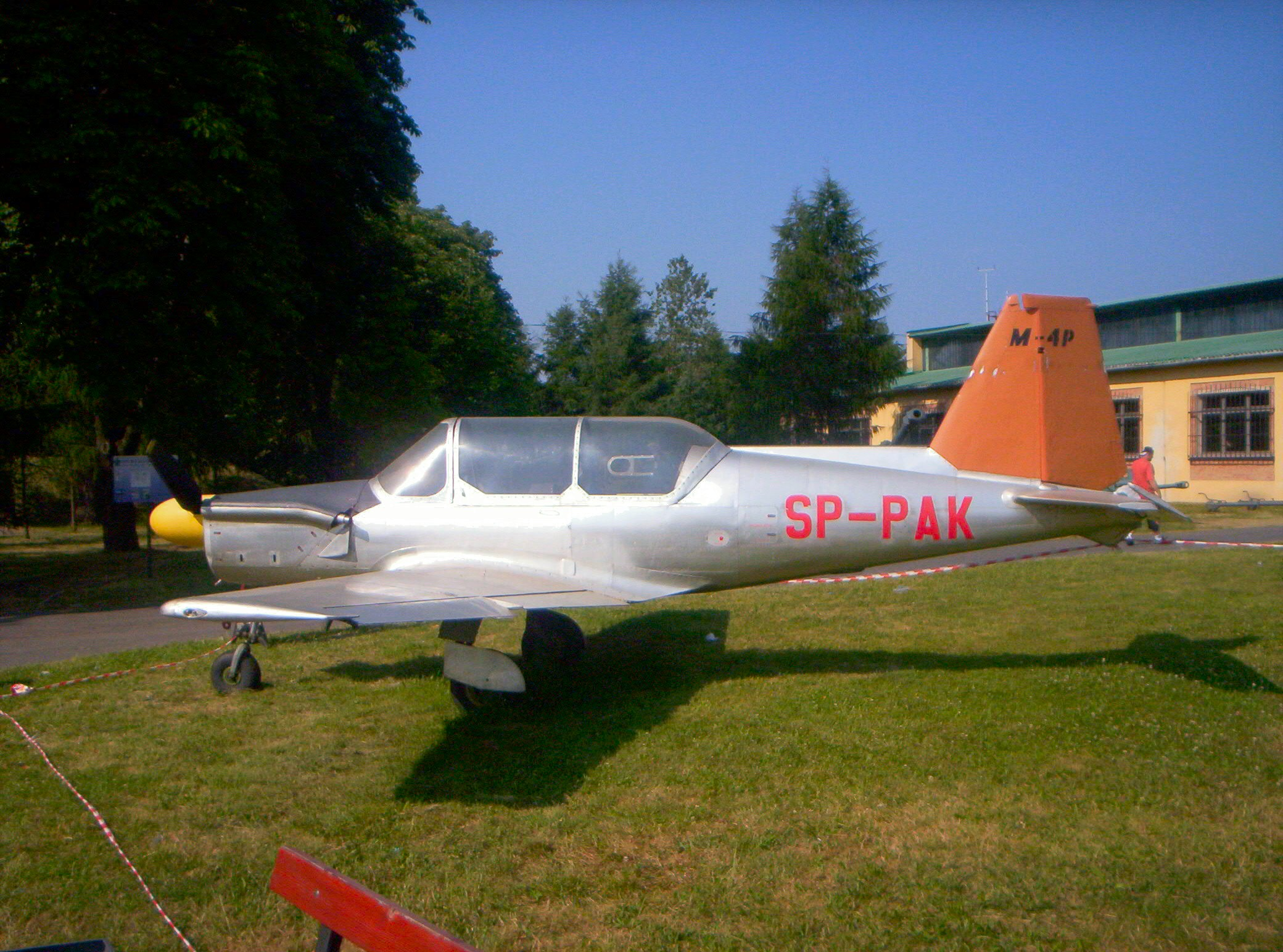
PZL M–4 Tarpan

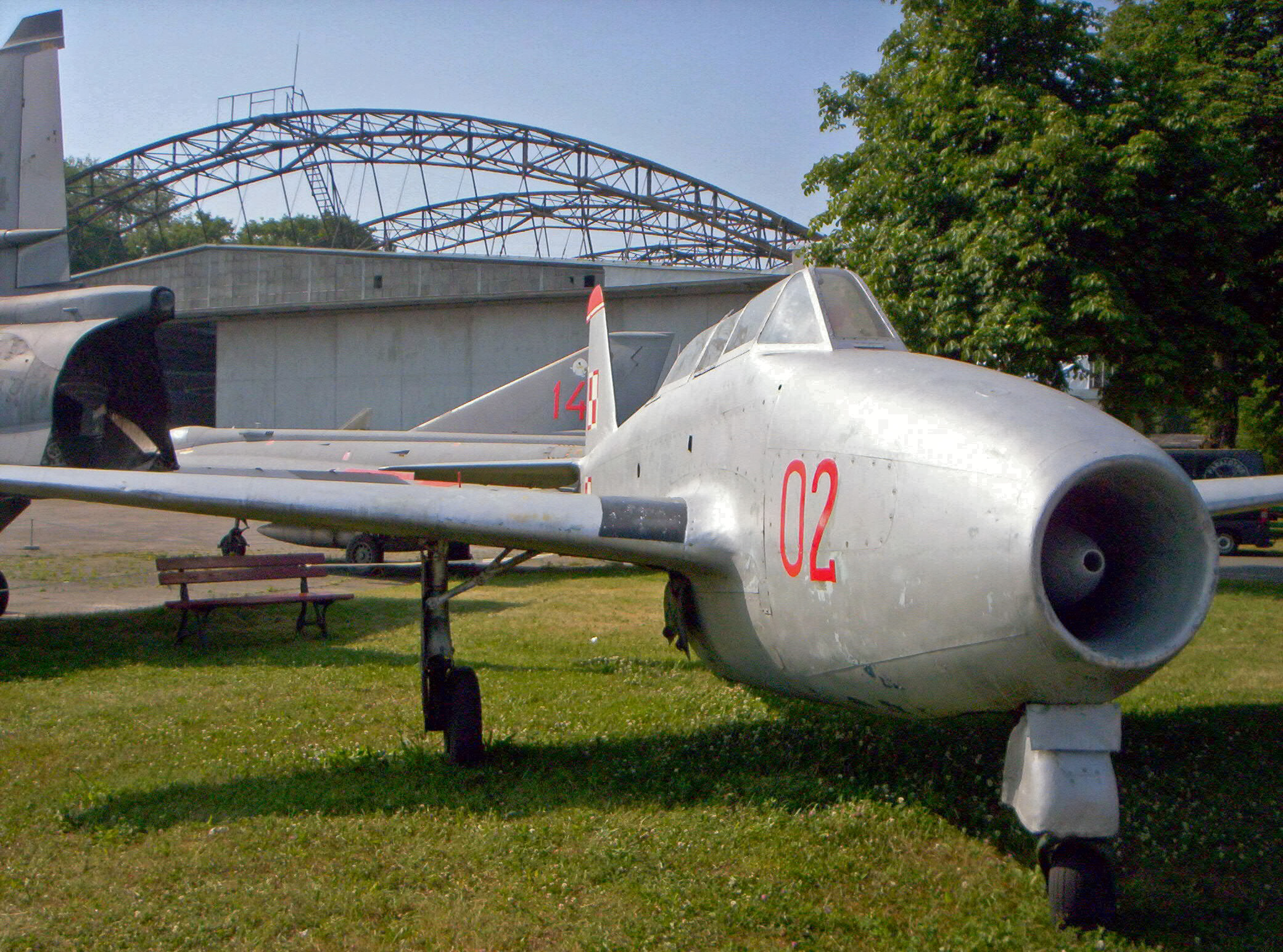
Jak–17UTI

- Avia B.33 (csehszlovák gyártású Il–10)
- Aviatik C.III
- Bell P–39Q Airacobra (részek)
- Bleriot XI (replika)
- Bücker Bü 131B Jungmann
- A–37B Dragonfly
- Cessna UC–78A Bobcat
- Curtiss Export Hawk II
- Mirage 5
- De Havilland 82A Tiger Moth II
- DFW C.V
- Farman IV (replika)
- Grigorovics M–15
- Halberstadt CL.II
- Iljusin Il–14S (NDK gyártású)
- Iljusin Il–28R
- Iljusin Il–28U
- Jakovlev Jak–11
- Jakovlev Jak–12
- Jakovlev Jak–17UTI
- Jakovlev Jak–23
- Let L–200A Morava
- LFG Roland D.VI
- Liszunov Li–2
- LVG B.II
- LWD Szpak 2
- LWD Żuraw
- MAK–30 (szuperszonikus légicél)
- Mikojan–Gurjevics MiG–19PM
- Mikojan–Gurjevics MiG–21F–13
- Mikojan–Gurjevics MiG–21MF
- Mikojan–Gurjevics MiG–21bisz
- Mikojan–Gurjevics MiG–21PF
- Mikojan–Gurjevics MiG–21PFM
- Mikojan–Gurjevics MiG–21R
- Mikojan–Gurjevics MiG–21U
- Mikojan–Gurjevics MiG–21UM
- Mikojan–Gurjevics MiG–21USZ
- Mikojan–Gurjevics MiG–23MF
- North American T–6G Texan
- Northrop F–5E Tiger II
- Piper L–4A Grasshopper
- Polikarpov Po–2LNB
- PWS–26
- PZL M–15 Belphegor
- PZL M–2 (raktározva)
- PZL M–4 Tarpan
- PZL P.11c
- PZL S–4 Kania 3
- PZL Szpak 4T
- PZL–105 Flaming
- PZL–106 A Kruk
- PZL–130 Orlik
- RWD–13
- RWD–21
- Saab J 35J Draken
- Saab JASF37 Viggen
- Sopwith F.1 Camel
- Szuhoj Szu–7BKL
- Szuhoj Szu–7BM
- Szuhoj Szu–7UM
- Szuhoj Szu–20
- Supermarine Spitfire LF Mk XVIE
- Tupoljev Tu–134A
- Tupoljev Tu–2S
- WSK Lim–1
- WSK Lim–2
- WSK Lim–5
- WSK Lim–6bis
- WSK Lim–6M
- WSK Lim–6MR
- WSK MD–12F
- WSK SB Lim–2
- WSK SB Lim–2A
- PZL TS–11 Iskra bis B
- TS–8 Bies
- WSK TS–9 Junak 3
- Zlín Z–26 Trenér

### Vitorlázó repülőgépek

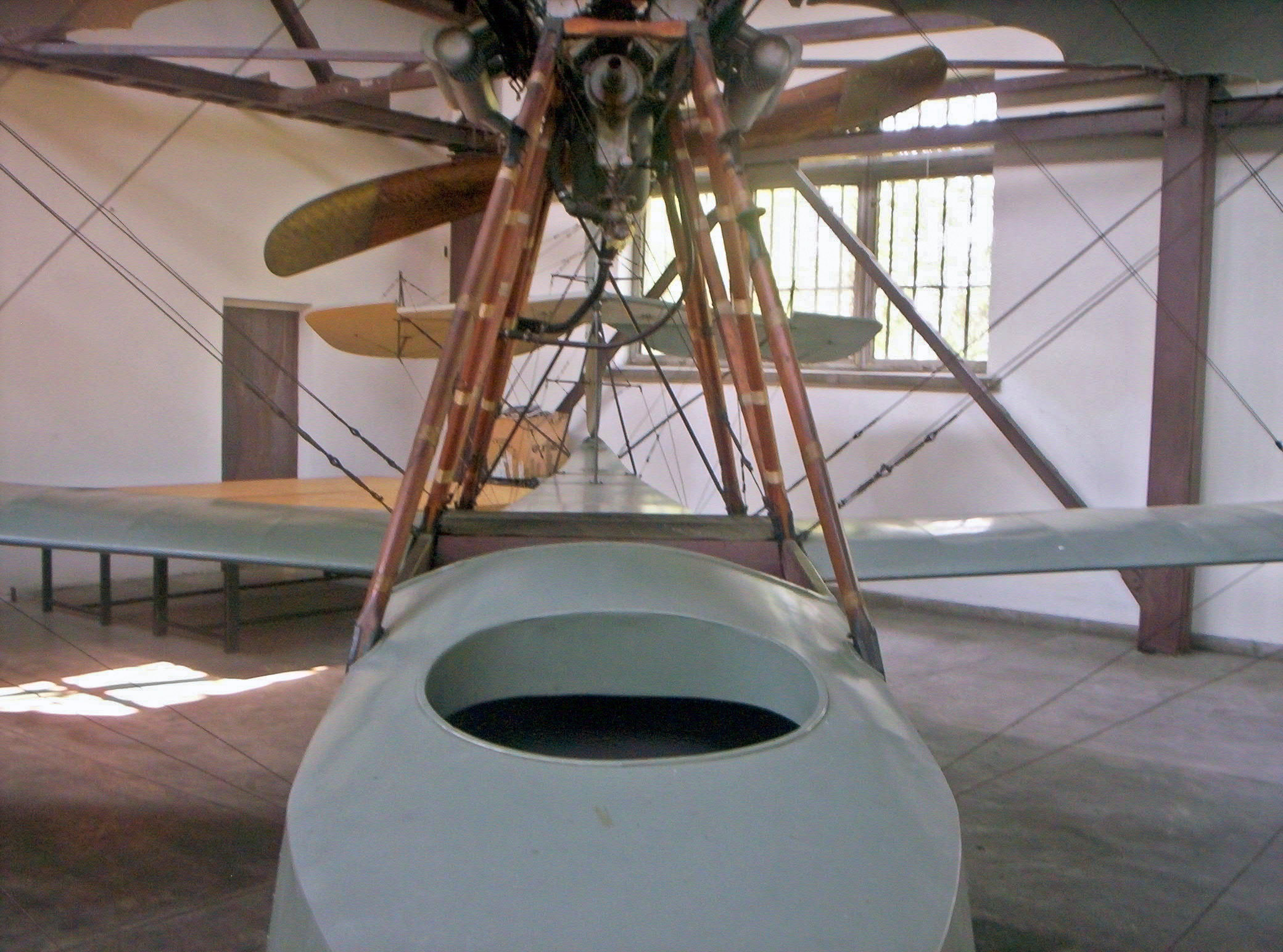
Grigorovich M–15

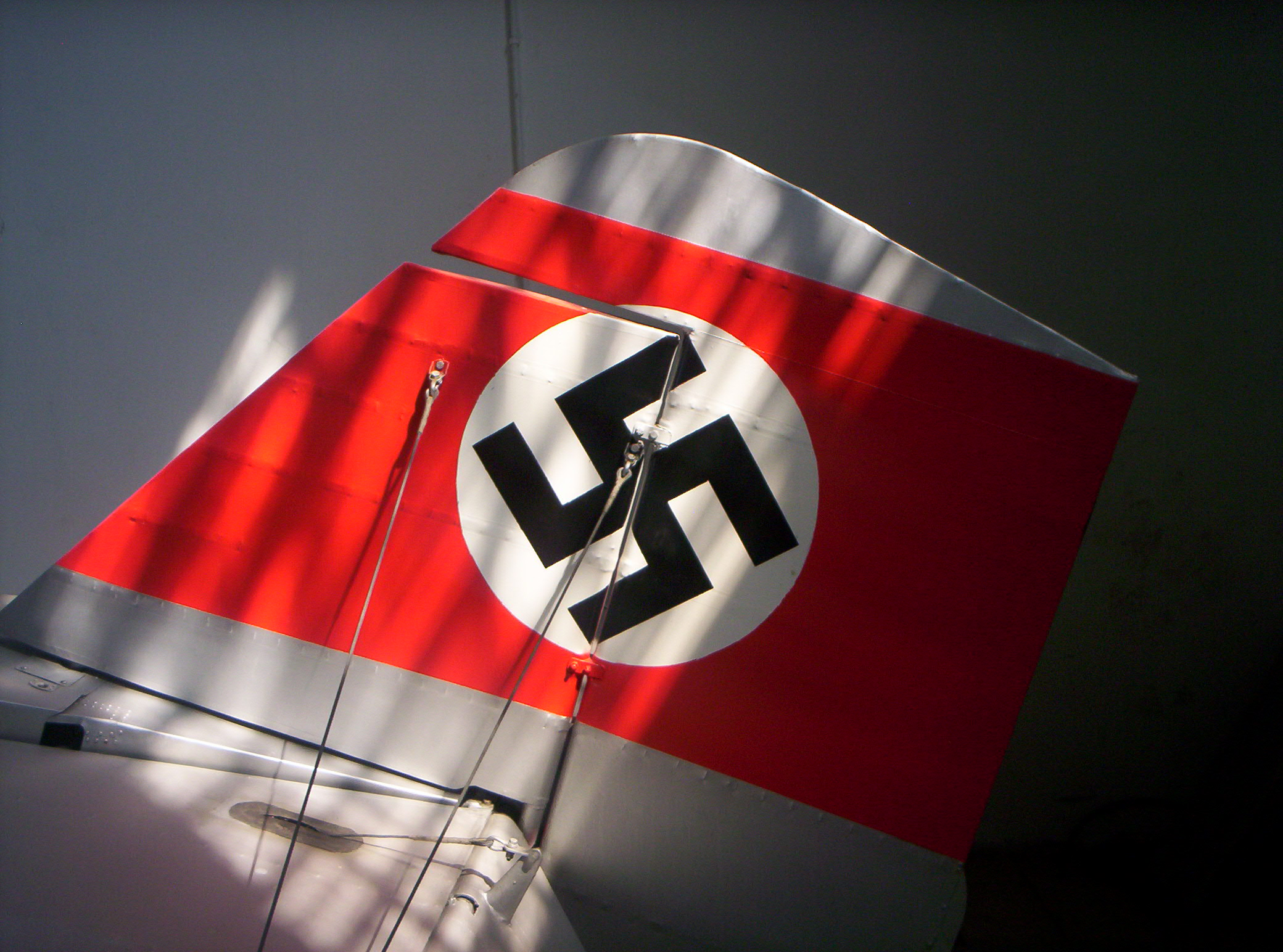
Curtiss Export Hawk II

- IS–1 Sęp bis
- IS–3 ABC
- IS–4 Jastrząb
- IS–A Salamandra
- IS–B Komar 49
- IS–C Żuraw
- S–1 Swift
- SZD–6X Nietoperz
- SZD–8 bis Jaskółka
- PZL Bielsko SZD–9 Bocian
- SZD–10 bis Czapla
- SZD–12 Mucha 100
- SZD–15 Sroka
- SZD–17X Jaskółka L
- SZD–18 Czajka
- SZD–19–2A Zefir 2A
- SZD–21 Kobuz 3
- SZD–22 Mucha Standard
- SZD–25A Lis
- SZD–43 Orion
- WWS Wrona bis
- WWS–2 Żaba

### Motoros vitorlázó repülőgép
- HWL Pegaz (SP-590)

### Helikopterek

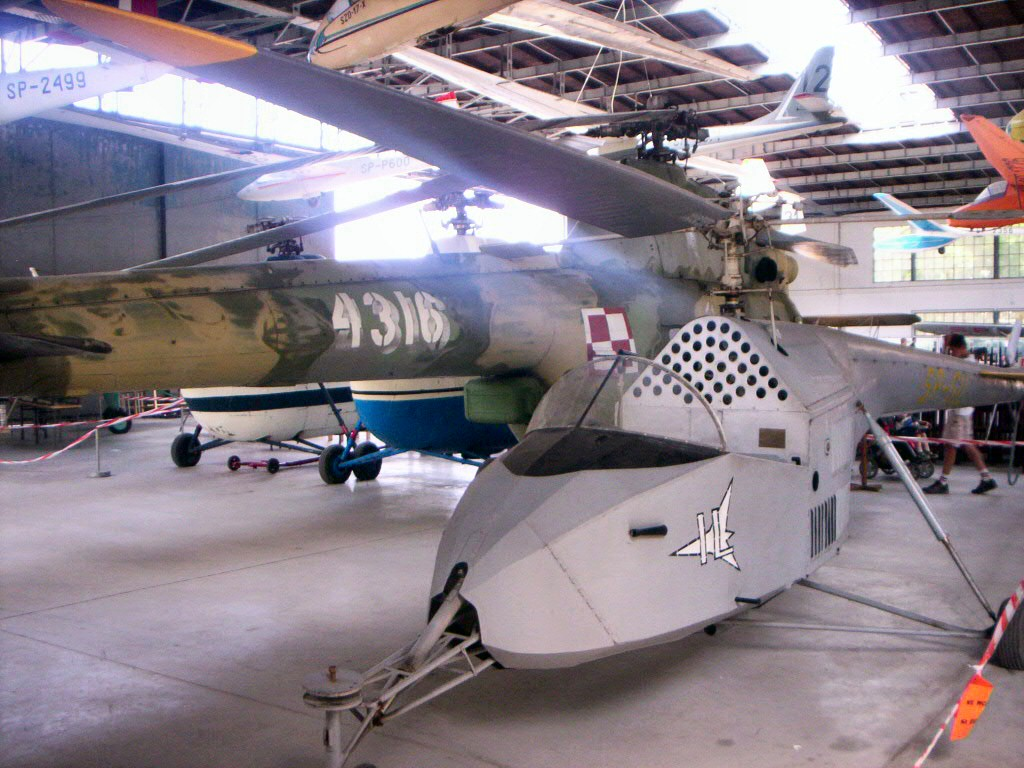
BŻ–1 GIL

- BŻ–1 GIL
- BŻ–4 Żuk
- JK–1 Trzmiel
- Mi–4A
- Mi–4ME
- Mi–2 URP
- Mi–2Ch
- WSK SM–1
- WSK SM–2

### Motorok és hajtóművek

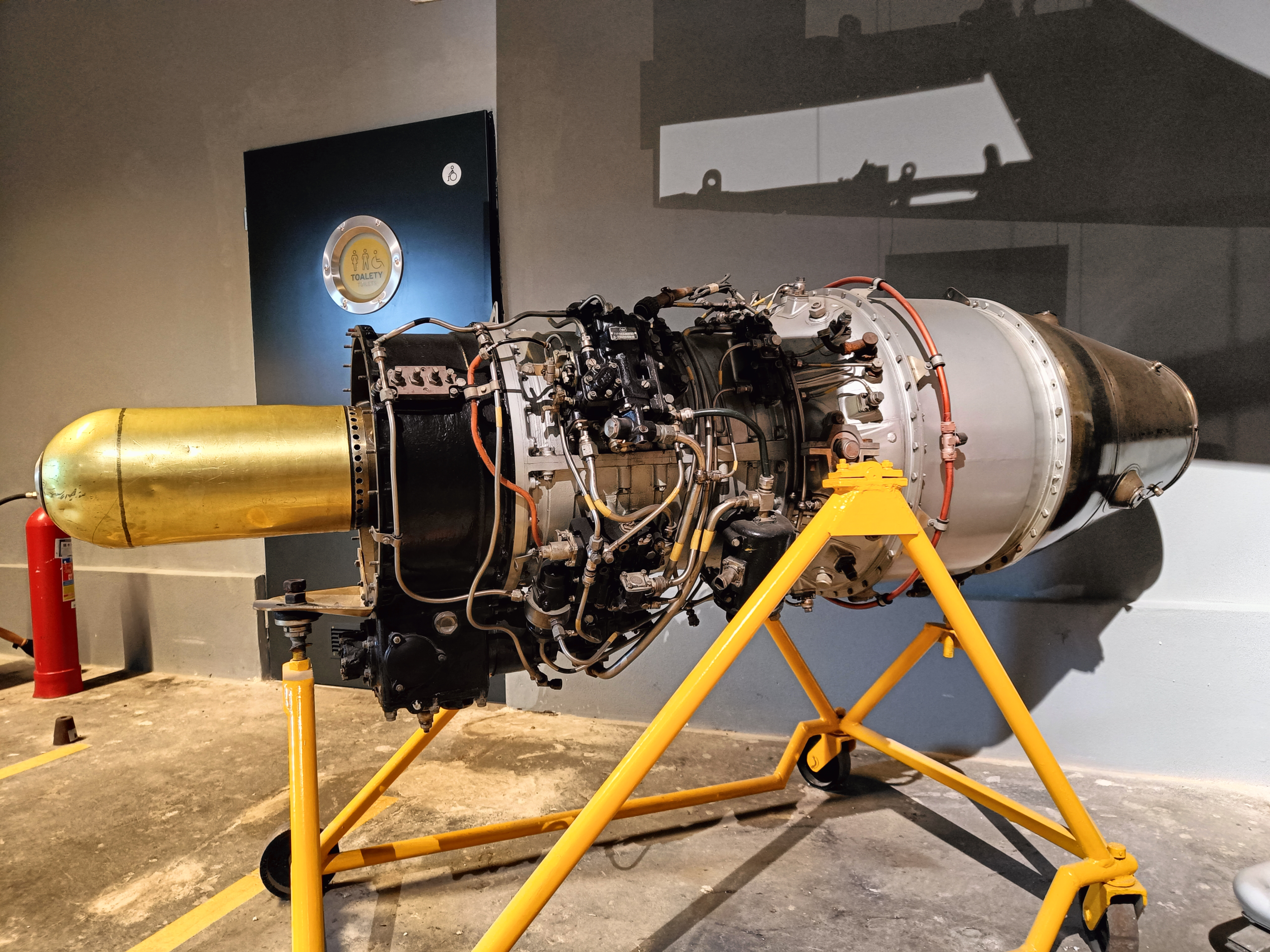
WSK SO–1 gázturbinás sugárhajtómű

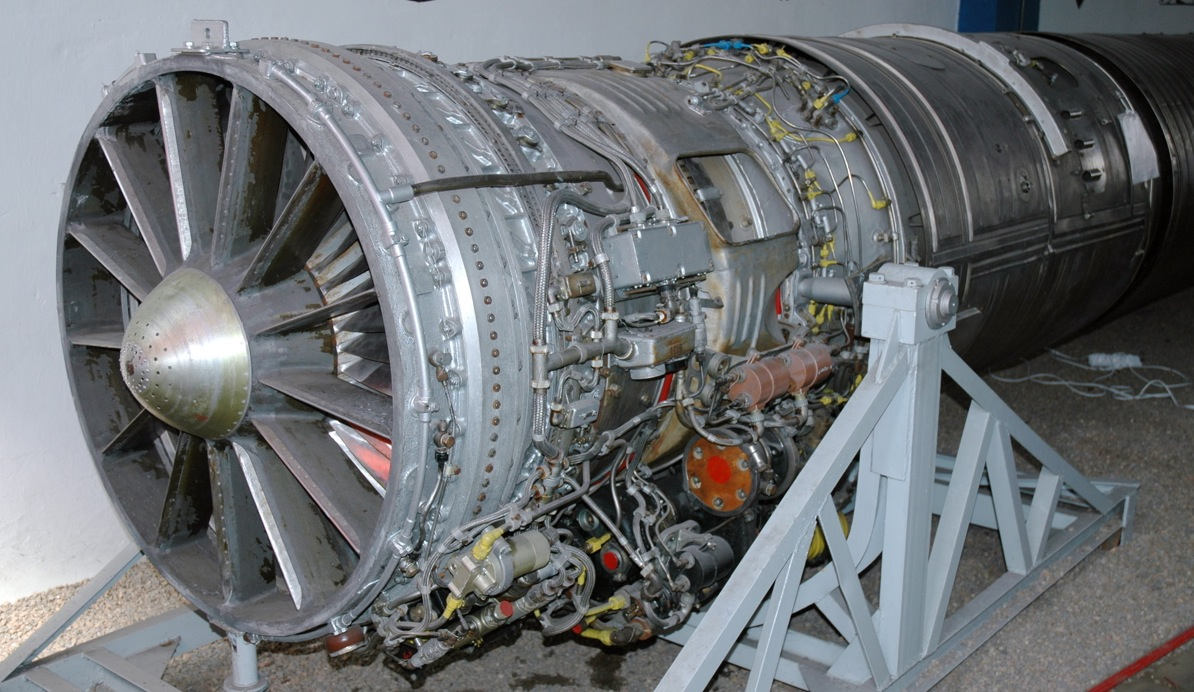
Ljulka AL–7F gázturbinás sugárhajtómű

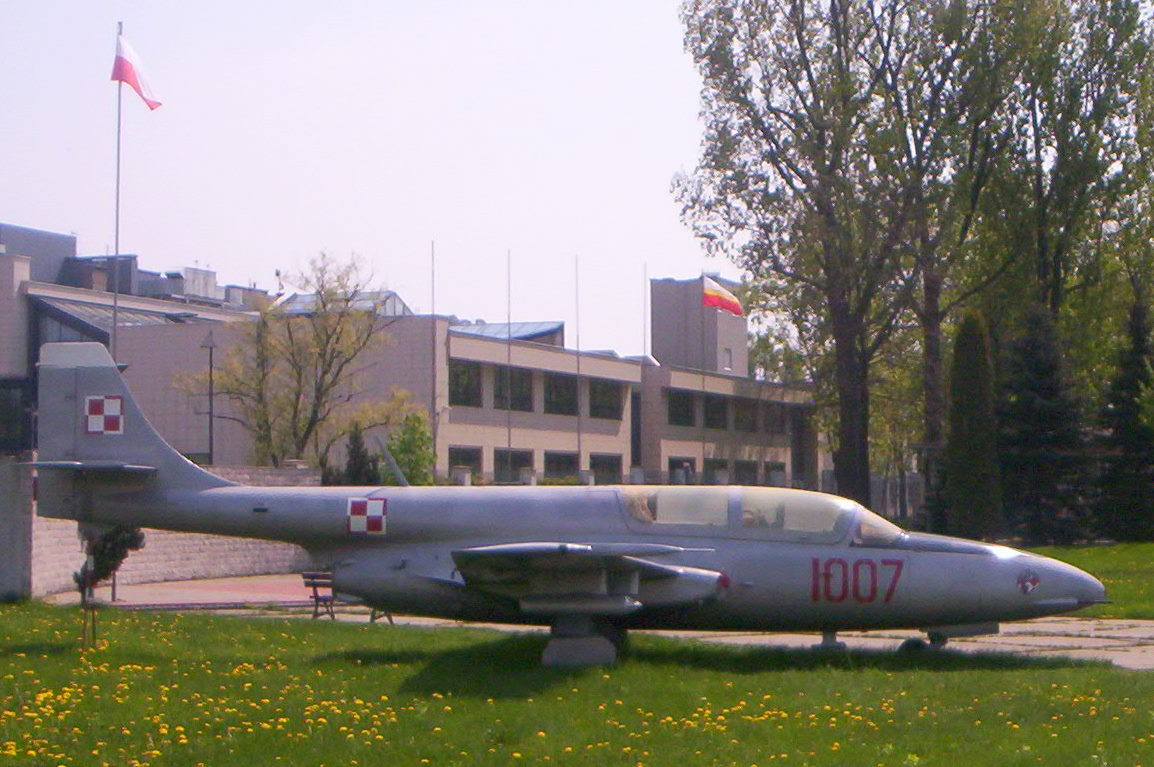
TS–11 Iskra

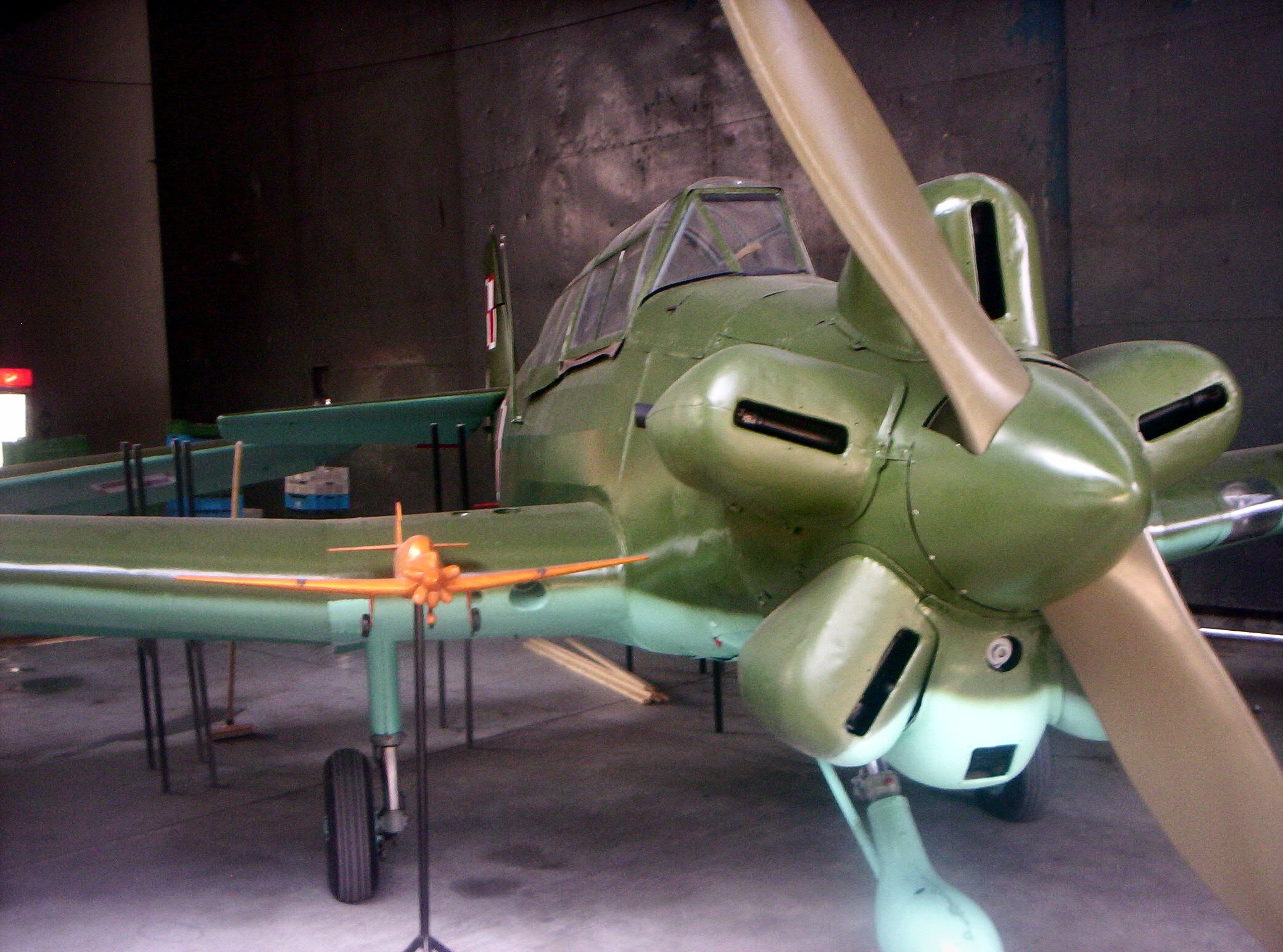
WSK TS–9 Junak 3

| - Ivcsenko AI–14R - Ivcsenko AI–24WT - Alfa Romeo 126 RC 34 - Argus As 10c - Argus As 410 - Argus As 5 - Argus As 7 - Argus As 8 - Armstrong Siddeley Genet - Austro–Daimler DM 200 - Avia M–332 - Avia M–337 - Benz Bz IVd - BMW 132 Z - BMW 801 D2 - BMW IIIa - Bramo 323 Fafnir - Breda (SPA 6a) - Bristol Cherub I - Bristol Pegasus X - Clerget Blin 9B - Daimler–Benz DB 600 G - Farman 12 WE - Farman 9 EFR - Gnome–Rhone 9KRd Mistral - Gnome–Rhone Jupiter 9Ab - Klimov GTD–350 - Hirth HM–504A - Hirth HM–508 - Hirth HM–60R - Hispano–Suiza 12X - Hispano–Suiza 82 - Isotta Fraschini Bianchi V 4B - Junkers Jumo 205 - Junkers Jumo 211 - Junkers L 8 - Klimov M–103 - Klimov VK–105PF - Le Rhone 9 - Liberty L–12 - Lit–3 (Ivcsenko AI–26) - Lorraine–Dietrich 12 EB - Ljulka AL–7F - Maybach HSLU - Maybach Mb IV - Mercedes Benz F–7502 - Mercedes D.IIIa - Mercedes D IVa | - Mercedes D IVb - Mercedes E 4F - Mikulin AM–34 - Mikulin AM–35A - Mikulin AM–42 - Mikulin AM–38F - NAG C III - Praga Doris 208B - Pratt & Whitney R–1830 - PZInż. Junior - PZInż. Major Typ 4 - PZL Pegaz II - PZL Pegaz VIII - PZL WN–3 - Tumanszkij R–11 - Tumanszkij R–13 - Tumanszkij R–27 - RAF 3A Napier - RAF 4A Daimler - Tumanszkij RD–10A - Klimov RD–500 - Tumanszkij RD–9B - Renault 12FE - Renault 6Q11 - Rolls–Royce Eagle Mk IX - Rolls–Royce Kestrel IIS - Rolls–Royce Merlin Mk XX - 9D21 - R–11 (rakétahajtómű) - Salmson 9 AD - Salmson Z–9 - Siemens–Halske Sh–14 - Wójcicki féle torlósugárhajtómű - Sunbeam Mohawk - Svecov AS–21 - Svecov AS–62IR - Svecov AS–82FN - Svecov M–11D - Svecov M–11FR - Walter HWK 109–501 - Walter HWK 109–507 - Walter Minor 4–III - Walter Mistral K–14 - Wright R–2600-23 Cyclone 14 - Wright Whirlwind R–975 - WSK Lis–2 - WSK NP–1 - WSK SO–1 |